# Elisabet Elionor de Brünsvic-Wolfenbüttel
Elisabet Elionor de Brünsvic-Wolfenbüttel (en alemany Elisabeth Eleonore von Braunschweig-Wolfenbüttel) va néixer a Wolfenbüttel (Alemanya) el 30 de setembre de 1658 i va morir a Meiningen el 15 de març de 1729. Era la filla gran del duc Antoni Ulric (1633-1714) i de Juliana de Holstein-Norburg (1634-1704).
Era una persona culta, interessada per les arts, i especialment per la música. En els darrers anys, ja mort el seu marit, va escriure diversos himnes i va incrementar el seu interès pels temes religiosos.

## Matrimoni i fills
El 2 de febrer de 1675 es va casar amb Joan Jordi de Mecklenburg-Schwerin, però aquest va morir cinc mesos després. El 25 de gener de 1681 es va casar a Schöningen amb el duc Bernat I de Saxònia-Meiningen, fill d'Ernest I de Saxònia-Gotha-Altenburg (1601-1675) i de la princesa Elisabet Sofia de Saxònia-Altenburg (1619-1680). El matrimoni va tenir cinc fills: 
- Elisabet Ernestina (1681-1766), abadessa de Gandersheim.
- Elionor Frederica (1683-1739)
- Antoni August, nascut i mort el 1684.
- Guillemina Lluïsa (1686-1753), casada amb el duc Carles de Wurtemberg-Bernstadt, (1682-1745).
- Antoni Ulric (1687-1763), casat amb Carlota Amàlia de Hessen-Philippsthal (1730-1801)